# Operationsbasis Waren
Die Operationsbasis Waren (OpBasis Waren) war eine der beiden Raketen-Abschussbasen der sowjetischen 152. Selbständigen Garde-Raketenbrigade. Die Brigade selbst war ab Dezember 1983 der Gruppe der Sowjetischen Streitkräfte in Deutschland operativ unterstellt, unterlag dem INF-Vertrag und war in Waren (Müritz) (Mecklenburg-Vorpommern) an den Standorten Warenshof, Wokuhl (auch: Wokuhl-Dabelow) und Strelitz-Alt disloziert. Die Rückverlegung des Großverbands in die UdSSR erfolgte 1988 nach Tschernjachowsk (Oblast Kaliningrad).
Die OpBasis Waren umfasste folgende Bestandteile:
- Reservegefechtsstand 152. Selbständige Garde-Raketenbrigade
  - 675. Raketenabteilung in Warenshof
  - 806. Raketenabteilung in Warenshof
  - mit insgesamt 22 Mittelstreckenraketen 9K76 Temp-S (SS-12 Scaleboard), 12 Startrampen, neun Raketentransporter und sieben Übungsraketen